# Andreaea
Andreaea е единственият род в клас Andreaeopsida. Той включва около 120 вида листнати мъхове, растящи най-често по неваровити скали, където образуват малки тъмнокафяви туфи. В България се срещат два вида – A. rupestris и A. alpestris.